# Lambert De Maere
Karel Lodewijk Lambert De Maere (Temse, 10 januari 1897 - 23 september 1967) was een Belgisch senator.

## Levensloop
De Maere, meestal aangesproken met zijn voornaam Lambert, werd vakbondsbediende en sloot zich aan bij de Belgische Werkliedenpartij. Hij behoorde in 1912 tot de stichters van de vakbond voor metaalbewerkers in Temse en werd er in 1922 secretaris van. Hij was ook secretaris van de afdeling van de Textielcentrale en van de Algemene Centrale. Hij zetelde in het Uitvoerend Comité en het Dagelijks Bestuur van de Provinciale metaalbewerkersbond in Antwerpen.
In 1926 werd hij provincieraadslid in Oost-Vlaanderen en bleef dit tot in 1946. Hij werd ook gemeenteraadslid van Temse (1933-1964).
In 1954 werd hij verkozen tot socialistisch provinciaal senator voor Oost-Vlaanderen en vervulde dit mandaat tot in 1961.
Hij was ook voorzitter van de BSP-federatie Sint-Niklaas-Waas en van de Federatie van Socialistische Mutualiteiten van het Waasland.